# Port lotniczy Lynn Lake
Port lotniczy Lynn Lake (IATA: YYL, ICAO: CYYL) – port lotniczy położony w Lynn Lake, w prowincji Manitoba, w Kanadzie.

## Linie lotnicze i połączenia
- Bearskin Airlines (Flin Flon, The Pas, Winnipeg)